# 名古屋市立南陽東中学校
名古屋市立南陽東中学校（なごやしりつなんようひがしちゅうがっこう）は、名古屋市港区西茶屋一丁目にある公立中学校。

## 歴史
1987年（昭和62年）4月1日、名古屋市立南陽中学校から学区分離して開校した。南陽小学校区のみで構成されている。『名古屋市港区誌』(1987年）によると、施設は4階建て普通教室13室、特別教室11室・2階体育館、北館は格技場と屋上プール。「壁水」（へきせん）といわれる高さ3メートル、幅8メートルあまりの噴水がある。

## 生徒数
所管する名古屋市教育委員会の『教育調査統計　No.216  2021 8 名古屋市立の学校数、教員数、幼児・児童・生徒数等の定例統計資料　令和3年5月1日現在』によれば、同時点での生徒数は、
- 1年：男37名、女44名、計81名
- 2年：男35名、女28名、計63名
- 3年：男33名、女43名、計76名
- 合計：男105名、女115名、計220名

教員数は20名である。

### 生徒数の変遷
『愛知県小中学校誌』（2018年）によると、生徒数の変遷は以下の通りである。
| 1987年（昭和62年） | 327人 |  |
| 1997年（平成9年）  | 512人 |  |
| 2007年（平成19年） | 247人 |  |
| 2017年（平成29年） | 213人 |  |

## 校歌
校歌は入れ込む語句を公募の上、1993年（平成5年）3月、校歌作成委員会により作詞がなされた。作曲は中田直宏。

## 通学区域
所管する名古屋市教育委員会は、2021年（令和3年）9月1日現在、名古屋市立南陽小学校学区を通学区域として指定している。

## 緊急指定避難所
学区は津波災害警戒地区区域内にあり、校舎棟、格技場棟が緊急指定避難所（津波避難ビル）に指定されている（番号チ2）。